# Rejilla de control

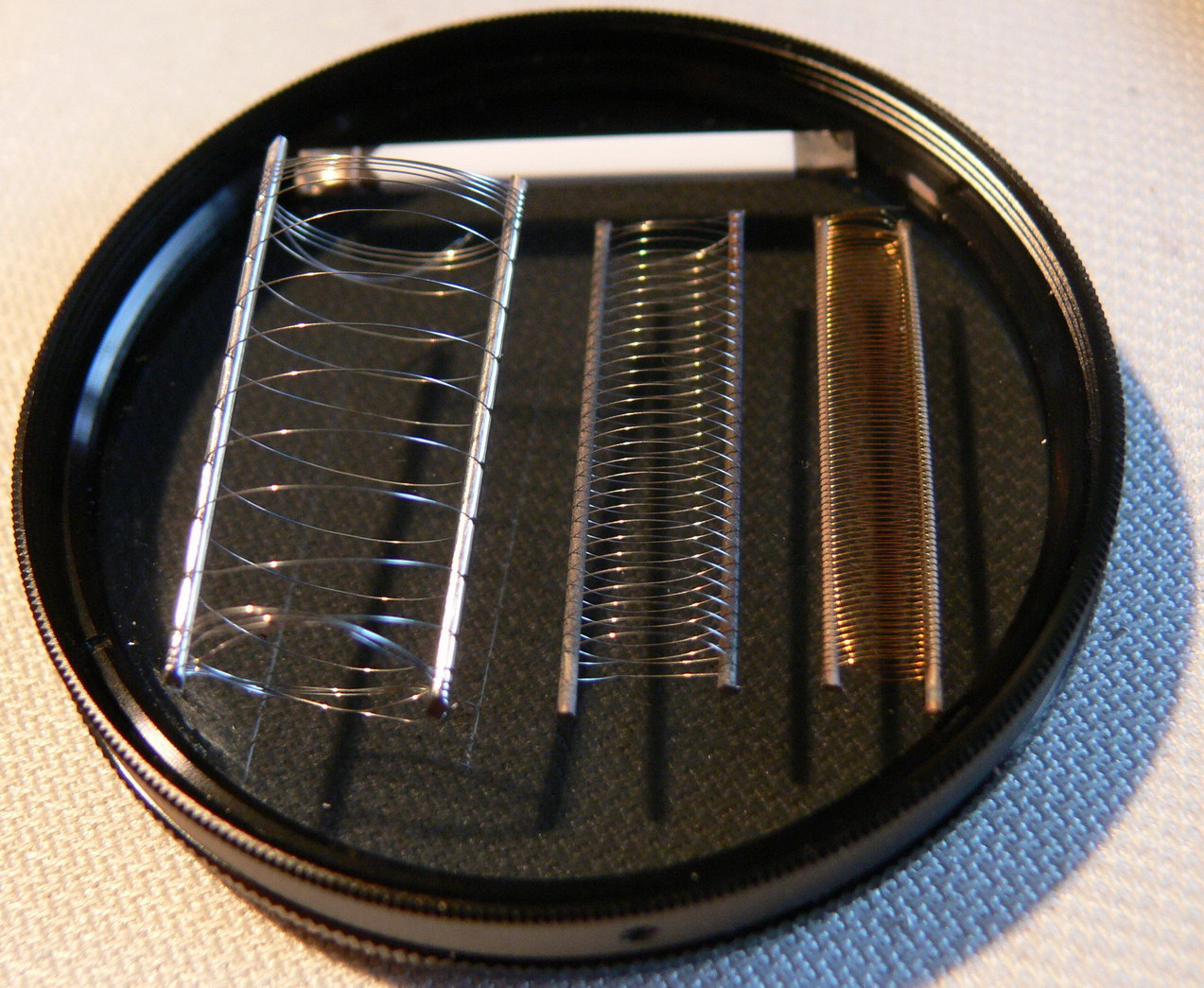
Rejilla control de una EL84 a la derecha de la foto

La  rejilla de control  es un elemento de una Válvula termoiónica, que se encuentra entre el cátodo y el ánodo. La función principal de la rejilla de control es incrementar o reducir el paso de flujo electrónico entre cátodo y ánodo de una válvula, permitiendo la amplificación de una señal electrónica.
Su construcción es elíptica o circular (dependiendo de la forma del cátodo), con el cátodo en el centro. Atendiendo a su nombre, la rejilla está construida con alambre en forma de espiral para facilitar el paso de corriente anódico, sin embargo, dependiendo de su polarización y la proximidad al cátodo, puede bloquear totalmente el paso de la corriente de placa.
El control efectivo que tiene la reja en la corriente de placa se debe a su proximidad con el cátodo, ya su disposición en una región de alta concentración de carga negativa, lo que puede hacer que el dispositivo pase la corriente de corte en el corriente de saturación o esté en una situación intermedia entre estos dos puntos.

## Nota
- Datos: Q1231614